# Emídio Lino da Silva Júnior
Emídio Lino da Silva Júnior (Angra do Heroísmo, 10 de Agosto de 1860 – Lisboa, 31 de Março de 1936) foi um engenheiro militar e político açoriano, que, entre outras funções, foi deputado às Cortes e governador civil do distrito de Angra do Heroísmo.

## Biografia
Emídio Lino da Silva Júnior era filho de Emídio Lino da Silva e de Francisca Elisa de Bettencourt Rocha da Silva, uma família já ligada à governança municipal e distrital e com fortes ligações políticas ao Partido Regenerador. O pai era um dos maiores comerciantes e capitalistas da ilha Terceira, ligado ao comércio de importação e de exportação e agente de navegação, vice-cônsul da Dinamarca e presidente da direcção da Caixa Económica Angrense. A mãe pertencia a uma das principais famílias aristocratas da ilha, tendo também ligações familiares com alguns dos principais comerciantes e industriais da ilha. A ligação da família à política local era profunda, o que se reflectiu de imediato no percurso de Emídio Júnior e do seu irmão Jacinto Cândido da Silva, que também foi deputado, governador civil interino do distrito de Angra do Heroísmo e depois Ministro da Marinha e Ultramar.
Emídio fez os seus estudos preparatórios em Angra do Heroísmo, tendo partido para Lisboa, aos 17 anos, tendo assentado praça a 4 de Outubro de 1877 para frequentar a Escola do Exército, cujo curso concluiu em 1879. Foi promovido a alferes a 7 de Janeiro de 1881 e foi já como oficial do Exército que frequentou o curso de engenharia civil, que concluiu em 1889. Entretanto tinha sido promovido a tenente (1886) e passou a exercer vários cargos na área da engenharia não especificamente ligados à vida militar. Foi assim que foi nomeado director dos serviços de Obras Públicas do distrito do Funchal (1890) e, no ano seguinte, passou a exercer igual cargo no distrito de Angra do Heroísmo. Foi promovido a capitão em 1895.
Em Angra envolveu-se nos negócios da família e ingressou na vida política local assumindo em 1896 a liderança do Partido Regenerador. Foi nomeado governador civil do distrito, tendo assumido as funções a 24 de Dezembro de 1896 e nelas se mantendo até 2 de Fevereiro de 1897.
Voltou a ocupar o cargo de governador civil do distrito de Angra do Heroísmo a 2 de Julho de 1900, mantendo-se no cargo até 13 de Fevereiro de 1902.
Nas eleições gerais de 26 de Junho de 1904 foi eleito deputado pelo círculo de Angra do Heroísmo, integrado nas listas do Partido Regenerador, sendo sucessivamente reeleito, pelo mesmo círculo e partido, nas eleições gerais de 1905, Abril de 1906, Agosto de 1906, 1908 e 1910.
Entretanto fora promovido a major em 1906, passando a residir em Lisboa, onde exerceu os cargos de inspector dos incêndios e de comandante do corpo de bombeiros. Terminou a sua carreira militar com a promoção a coronel, obtida em 23 de Novembro de 1912.
Foi um deputado pouco interventivo, cingindo-se a matérias referentes à economia do seu círculo e a questões de índole militar.
Casou com Brites da Cunha da Silveira, filha de José Pereira da Cunha da Silveira e Sousa, rico morgado e grande terratenente da ilha de São Jorge, antigo deputado pelo círculo das Velas, antigo líder local do Partido Histórico e um influente cacique.